# Выгода (Ивано-Франковский район)
Вы́года (укр. Вигода) — село в Рогатинской городской общине Ивано-Франковского района Ивано-Франковской области Украины.
Население по переписи 2001 года составляло 1 человек. Почтовый индекс — 77071. Телефонный код — 03435.